# Osnovna šola Kuzma
Osnovna šola Kuzma je osrednja izobraževalna ustanova v Občini Kuzma. Obsega osnovno šolo, ki izvaja program devetletke in vrtec. 
Ustanovitelj Osnovne šole Kuzma  je Občina Kuzma.
Naslov:Kuzma 20, 9263 Kuzma.

### Iz zgodovine
Šola je začela delovati leta 1874, takrat, ko se je kraj Kuzma imenoval še Kuzdoblan.

### Število učencev
V šolskem letu 2008/08 šolo obiskuje 123 učencev.

### Zaposleni  v OŠ Kuzma
Ravnateljica šole je Jasminka Krpič.    
V šolskem letu 2008/2009 je na OŠ Kuzma zaposlenih 23 učiteljev (vključno z gostujočimi učitelji) in socialna delavka, ter romski pomočnici. Na šoli je osem tehničnih delavcev in eden delavec, ki opravlja delo varnostnika preko javnih del. V pomoč romskim otrokom se v vzgojno izobraževalno delo na šoli vključujeta tudi romski mentorici. 

### Šolski okoliš
Šolski prostor je določen z aktom o ustanovitvi, v okviru katerega šola prevzema odgovornost za učence. Sestavlja ga šolska zgradba z igriščem.
Šolski okoliš obsega pet vasi: Kuzmo, Dolič, Gornje Slaveče, Matjaševce in Trdkovo. 